# Salif Keïta (Musiker)

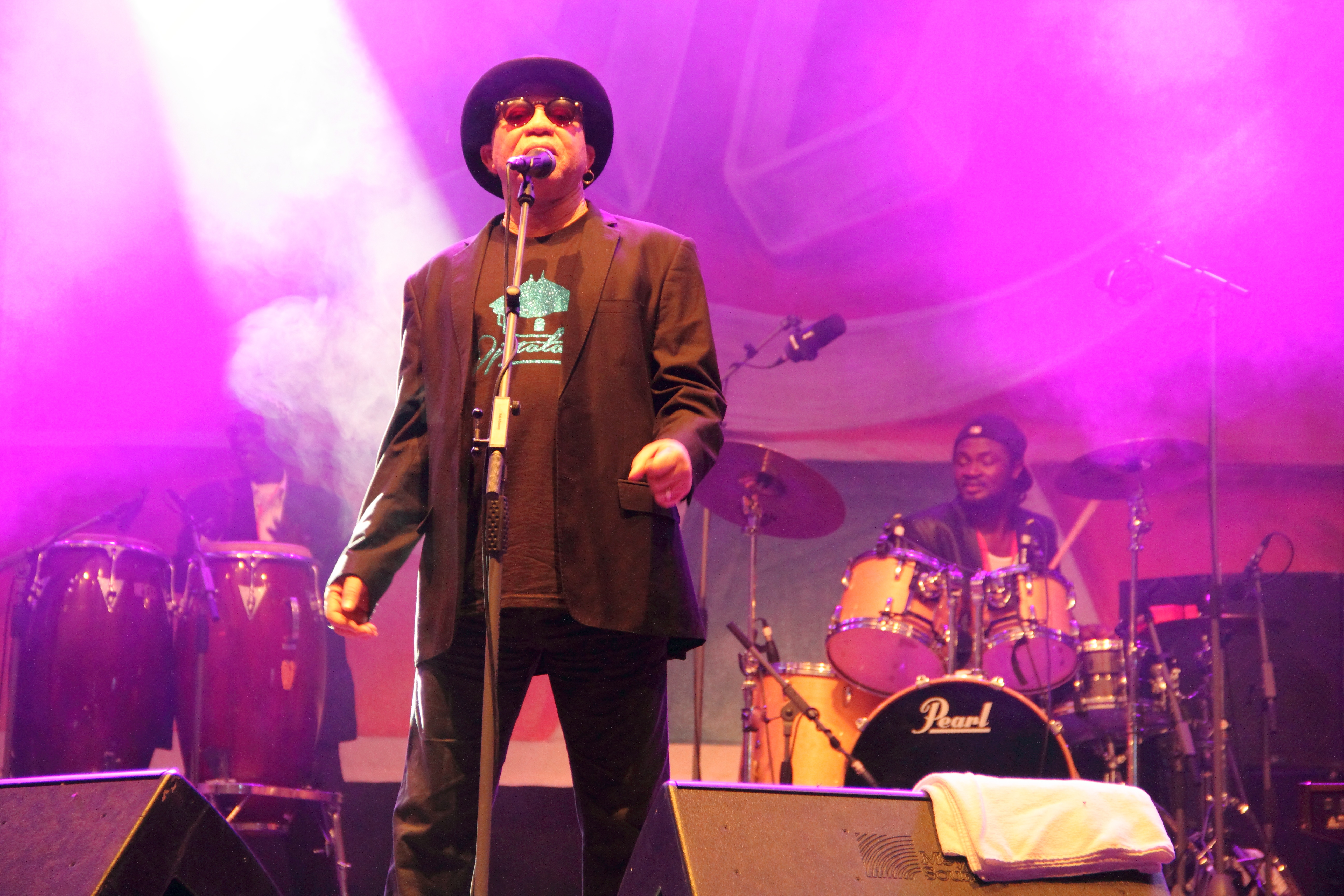
Mit Les Ambassadeurs auf dem TFF Rudolstadt, 2015

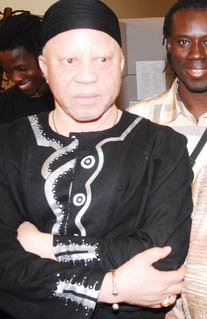
Salif Keïta 2006 in Washington mit Mitgliedern seiner Band

Salif Keïta (* 25. August 1949 in Djoliba, Mali) ist ein international bekannter Sänger und Songschreiber afrikanischer Pop-Musik.

## Leben
Salif Keïta stammt aus einer adligen Familie, die auf Sundiata Keïta zurückgeht, der im Jahr 1240 das Mali-Reich gründete.
Salif Keïta war das dritte von dreizehn Kindern des Grundbesitzers Sina Keïta und wuchs in Djoliba auf. In seiner Kindheit und Jugend war er Diskriminierungen ausgesetzt, denn man sah und sieht es in der Mandinka-Kultur als Zeichen drohenden Unglücks an, wenn ein Mensch mit Albinismus zur Welt kommt. Sein Wunsch, Sänger zu werden führte zu Konflikten, da dieser Beruf nicht dem gesellschaftlichen Stand seiner Familie entsprach. Er widersetzte sich diesen Normen und Traditionen und ging im Alter von 18 Jahren in die Hauptstadt Bamako. Dort verdiente er seinen Lebensunterhalt zunächst als Straßenmusiker und spielte in Bars, als er sich 1968 der von der Regierung geförderten Band Rail Band anschloss, die im Bahnhofshotel von Bamako spielte und ein Karriere-Sprungbrett für verschiedene westafrikanische Musiker war, darunter Mory Kanté und Kanté Manfila.
1973 wurde er Mitglied von Kanté Manfilas Band Les Ambassadeurs, die er gemeinsam mit diesem leitete. Mitte der 1970er Jahre floh er mit seiner Band vor den politischen Unruhen in Mali nach Abidjan (Elfenbeinküste), und man änderte den Bandnamen in Les Ambassadeurs Internationales mit dem Ziel des Aufbaus einer internationalen Karriere. 1977 erhielt Keïta den Nationalorden Guineas durch den Präsidenten Sékou Touré, dem er 1978 als Hommage das Album Mandjou widmete, das sehr erfolgreich war. Ab Ende des Jahres 1980 folgte ein drei-monatiger Aufenthalt in New York. Die Ambassadeurs Internationales erreichten internationales Ansehen.
1984 trat Keïta mit großem Erfolg bei einem Festival in Angoulême auf, was ihn zu einer Übersiedlung nach Frankreich veranlasste. Er ließ sich in Montreuil bei Paris nieder und begann von dort aus eine Solo-Karriere, wobei er unter anderem mit Künstlern wie Joe Zawinul, Toumani Diabaté, Cesária Évora und Carlos Santana zusammenarbeitete.
In seiner Musik verbindet er traditionelle westafrikanische Musikstile mit Einflüssen, die aus Europa und aus Nordamerika stammen, darunter Stilelemente des Jazz, Pop und Funk. Musikinstrumente, die Keïta in seinen Stücken einsetzt, sind unter anderem Balafon, Djembe, Gitarre, Kora, Orgel, Saxophon und Synthesizer.
Auf seinem Album Sosie interpretiert Keïta französische Chansons mit Mitteln westafrikanischer Stilistik. Salif Keïta widmete ein Lied dem südafrikanischen Freiheitskämpfer und Präsidenten Nelson Mandela.
Keïta ist Vater der Paralympics-Leichtathletin Nantenin Keïta.

## Auszeichnungen
- 1977: Nationalorden Guineas (Officier de l’Ordre National de Guinée), verliehen durch Sékou Touré
- 2004: Kora Award für sein Lebenswerk[5]
- 2006: Tamani d’or
- 2006: Tamani für den besten Künstler

## Filmauftritte
- In dem französischen Film Sirga – Die Löwin (L’Enfant Lion) von 1993 spielt Keïta eine Gastrolle als Magier. Die Filmmusik stammt zum Teil ebenfalls von ihm.
- Im Jahr 1999 spielte er die biblische Gestalt des Esau im Film La Genése (deutscher Titel: Kains Erben).
- Im Jahr 2001 wurde Keïtas Lied Tomorrow (Sadio) im Film Ali von Will Smith als Filmmusik verwendet.
- Im Jahr 2003 hatte Keïta einen Auftritt in der Musikdokumentation Feel Like Going Home von Martin Scorsese. Der Film befasst sich mit den Wurzeln des Blues und sucht diese unter anderem in Afrika.

## Diskografie

### Alben
| Jahr | Titel         | Höchstplatzierung, Gesamtwochen, AuszeichnungChartsChartplatzierungen (Jahr, Titel, Platzierungen, Wochen, Auszeichnungen, Anmerkungen) | Anmerkungen                                                      |
| Jahr | Titel         | FR | Anmerkungen                                                      |
| ---- | ------------- | --- | ---------------------------------------------------------------- |
| 2002 | Moffou        | FR38 (27 Wo.)FR | Erstveröffentlichung: 25. März 2002                              |
| 2005 | M’bemba       | FR34 (21 Wo.)FR | Erstveröffentlichung: 14. Oktober 2005                           |
| 2009 | La différence | FR44 (23 Wo.)FR |                                                                  |
| 2011 | Anthology     | FR190 (2 Wo.)FR | Erstveröffentlichung: 1. April 2011                              |
| 2012 | Talé          | FR117 (5 Wo.)FR | Erstveröffentlichung: 12. November 2012 mit Philippe Cohen-Solal |

Weitere Alben
- 1982: Seydou Bathili
- 1987: Soro
- 1989: Ko-Yan
- 1991: Amen
- 1993: L’Enfant Lion (mit Steve Hillage)
- 1994: The Mansa of Mali … A Retrospective
- 1994: Folon … The Past
- 1994: 69–80 (with Les Ambassadeurs)
- 1997: Sosie
- 1999: Papa
- 2001: The Golden Voice – The Best of Salif Keïta
- 2004: Remixes From Moffou
- 2018: Un Autre Blanc

### Singles
| Jahr | Titel Album | Höchstplatzierung, Gesamtwochen, AuszeichnungChartplatzierungen (Jahr, Titel, Album, Platzierungen, Wochen, Auszeichnungen, Anmerkungen) | Höchstplatzierung, Gesamtwochen, AuszeichnungChartplatzierungen (Jahr, Titel, Album, Platzierungen, Wochen, Auszeichnungen, Anmerkungen) | Höchstplatzierung, Gesamtwochen, AuszeichnungChartplatzierungen (Jahr, Titel, Album, Platzierungen, Wochen, Auszeichnungen, Anmerkungen) | Anmerkungen                                                                            |
| Jahr | Titel Album | FR | BEW | CH | Anmerkungen                                                                            |
| ---- | ----------- | --- | --- | --- | -------------------------------------------------------------------------------------- |
| 2002 | Madan –     | FR37 (16 Wo.)FR | — | CH66 (10 Wo.)CH | vs. Martin Solveig                                                                     |
| 2024 | Yamore –    | FR55 (33 Wo.)FR | BEW50 Platin · (1 Wo.)BEW | CH35 (… Wo.)CH | Erstveröffentlichung: 7. Juni 2024 mit MoBlack feat. Cesária Evora, Benja & Franc Fala |

Weitere Singles
- 2003: Yamore (FR: Gold)

## Auszeichnungen für Musikverkäufe
| 2× Platin-Schallplatte - Griechenland - 2025: für die Single Yamore (2024) - Portugal - 2025: für die Single Yamore (2024) |

Anmerkung: Auszeichnungen in Ländern aus den Charttabellen bzw. Chartboxen sind in ebendiesen zu finden.
| Land/RegionAuszeichnungen für Musikverkäufe (Land/Region, Auszeichnungen, Verkäufe, Quellen) | Gold  | Platin     | Verkäufe | Quellen         |
| -------------------------------------------------------------------------------------------- | ----- | ---------- | -------- | --------------- |
| Belgien (BRMA)                                                                               | —     | Platin1    | 20.000   | ultratop.be     |
| Frankreich (SNEP)                                                                            | Gold1 | —          | 100.000  | snepmusique.com |
| Griechenland (IFPI)                                                                          | —     | 2× Platin2 | 40.000   | Einzelnachweise |
| Portugal (AFP)                                                                               | —     | 2× Platin2 | 20.000   | Einzelnachweise |
| Insgesamt                                                                                    | Gold1 | 5× Platin5 |          |                 |